# Piatra (Drajna), Prahova
Piatra este un sat în comuna Drajna din județul Prahova, Muntenia, România.